# Élection présidentielle américaine de 1984
L'élection présidentielle américaine de 1984 opposa le président républicain sortant Ronald Reagan au candidat  démocrate, Walter Mondale, ancien vice-président de Jimmy Carter.
Elle a lieu dans un contexte international qui fut marqué par la crise des euromissiles, la relance de la course aux armements et la hausse du budget militaire, pour financer notamment le projet Initiative de défense stratégique. En interne, après 4 ans de Reaganomics, le pays connaît une période de forte croissance économique accompagnée d'une baisse du chômage et de la fiscalité. Face à un président populaire surnommé « le grand communicateur », Walter Mondale et sa colistière Geraldine Ferraro, représentante de New York, ne parviennent pas à reprendre l'appui du Sud conservateur ni à progresser dans d'autres segments de l'électorat.
Ronald Reagan est réélu président avec une énorme majorité de voix (58,8 %) et du collège électoral (98 %) remportant 49 des 50 États des États-Unis contre 40,6 % des voix à Mondale qui ne parvient à gagner que dans son État du Minnesota et dans le district de Columbia. L'élection de 1984 est la seconde après celle de 1972 où un candidat remporte 49 États sur 50. Le score de 525 grands électeurs est le plus haut jamais obtenu par un candidat à l'élection présidentielle. Pour la première fois depuis 1960, la participation électorale est en hausse par rapport à l'élection précédente.

## Conditions d'éligibilité
Ne peuvent se présenter, selon l'article II section première de la Constitution, que les citoyens américains:
- Américains de naissance ;
- âgés d'au moins 35 ans ;
- ayant résidé aux États-Unis depuis au moins 14 ans.

Depuis l'adoption du XXIIe amendement en 1947 et sa ratification en 1951, les anciens présidents qui ont déjà été élus deux fois ne sont plus éligibles. Seul Richard Nixon était dans ce cas, car deux autres anciens présidents encore en vie au moment de l'élection présidentielle de 1984, Gerald Ford (n'ayant jamais été élu président, l'étant devenu car il était vice-président de Nixon lorsque ce dernier a démissionné) et Jimmy Carter (n'ayant été élu qu'une fois) pouvaient donc théoriquement se présenter à cette élection

## Nominations

### Parti républicain

Ben Fernandez (en), président des républicains hispaniques (Californie)
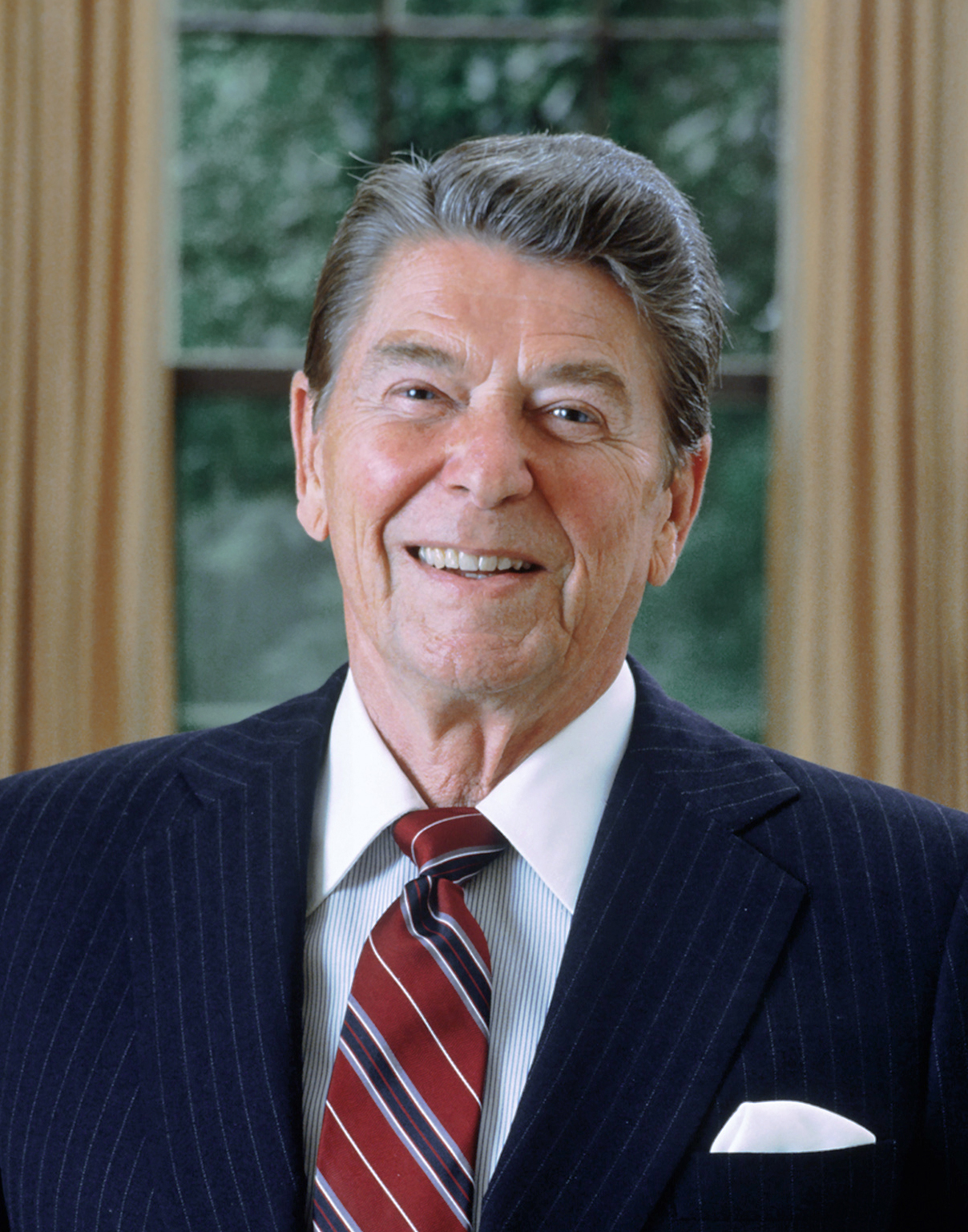
Ronald Reagan, président des États-Unis sortant
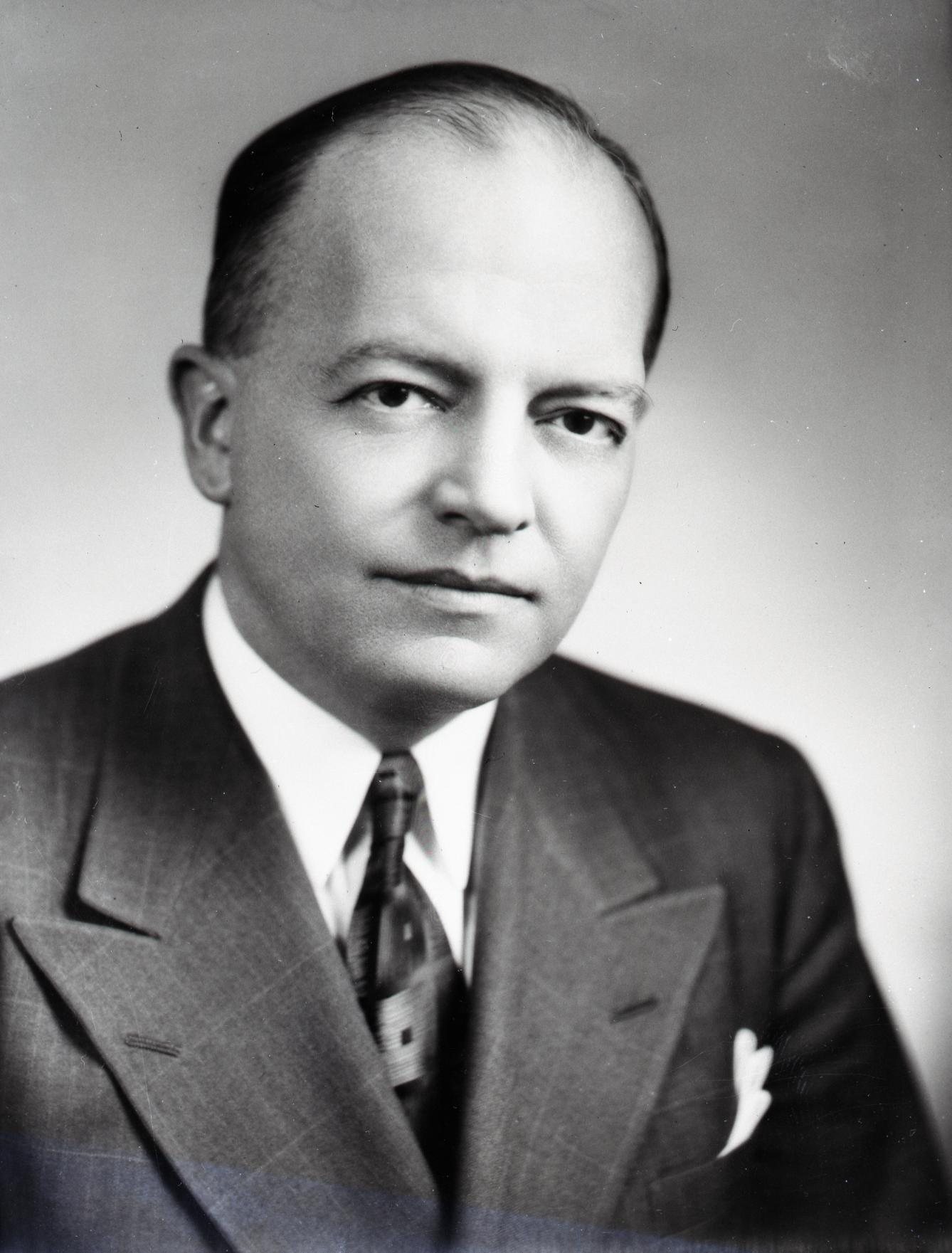
Harold Stassen, ancien gouverneur du Minnesota

Le suspense était inexistant durant la campagne des primaires républicaines. Le président sortant remporta la totalité des voix des délégués (sauf 2 abstentions) et 98,78 % des voix des suffrages lors des primaires.

### Parti démocrate

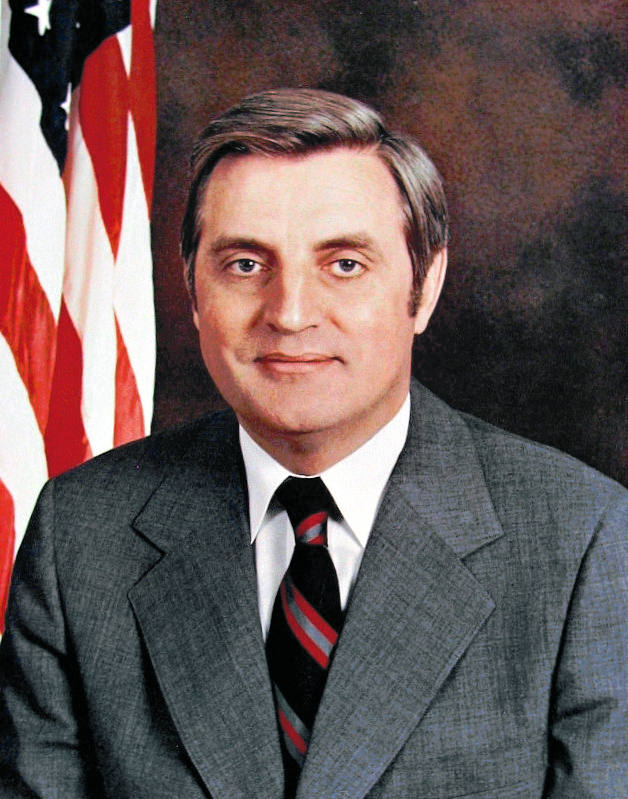
Walter Mondale, ancien vice-président sous le mandat de Jimmy Carter
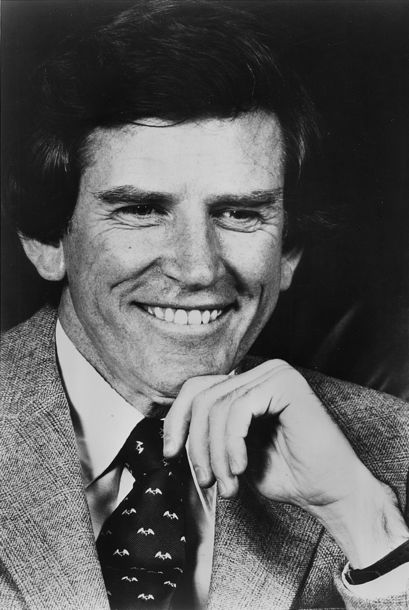
Gary Hart, sénateur du Colorado
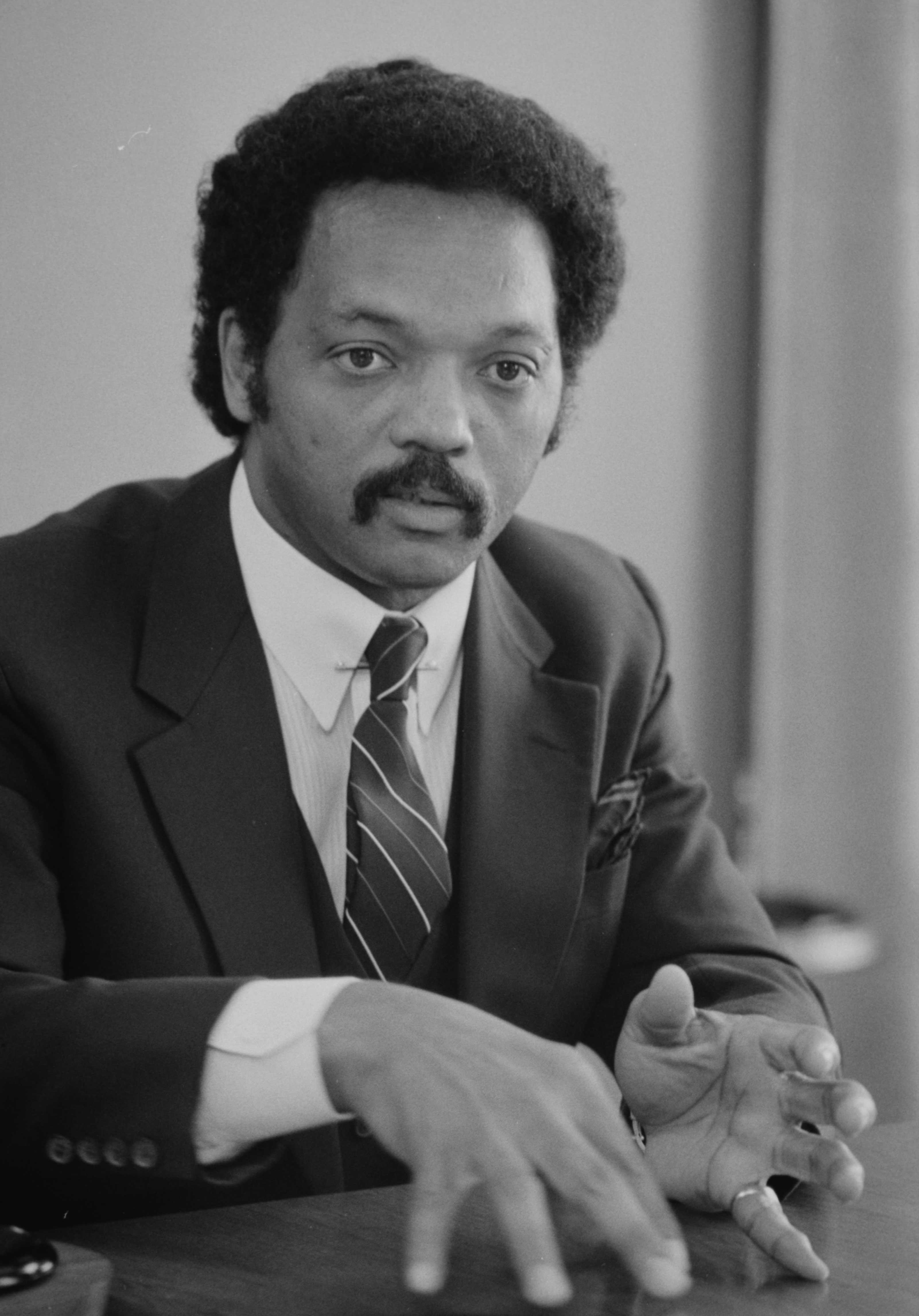
Jesse Jackson révérend et ancien militant pour les droits civiques (Illinois)
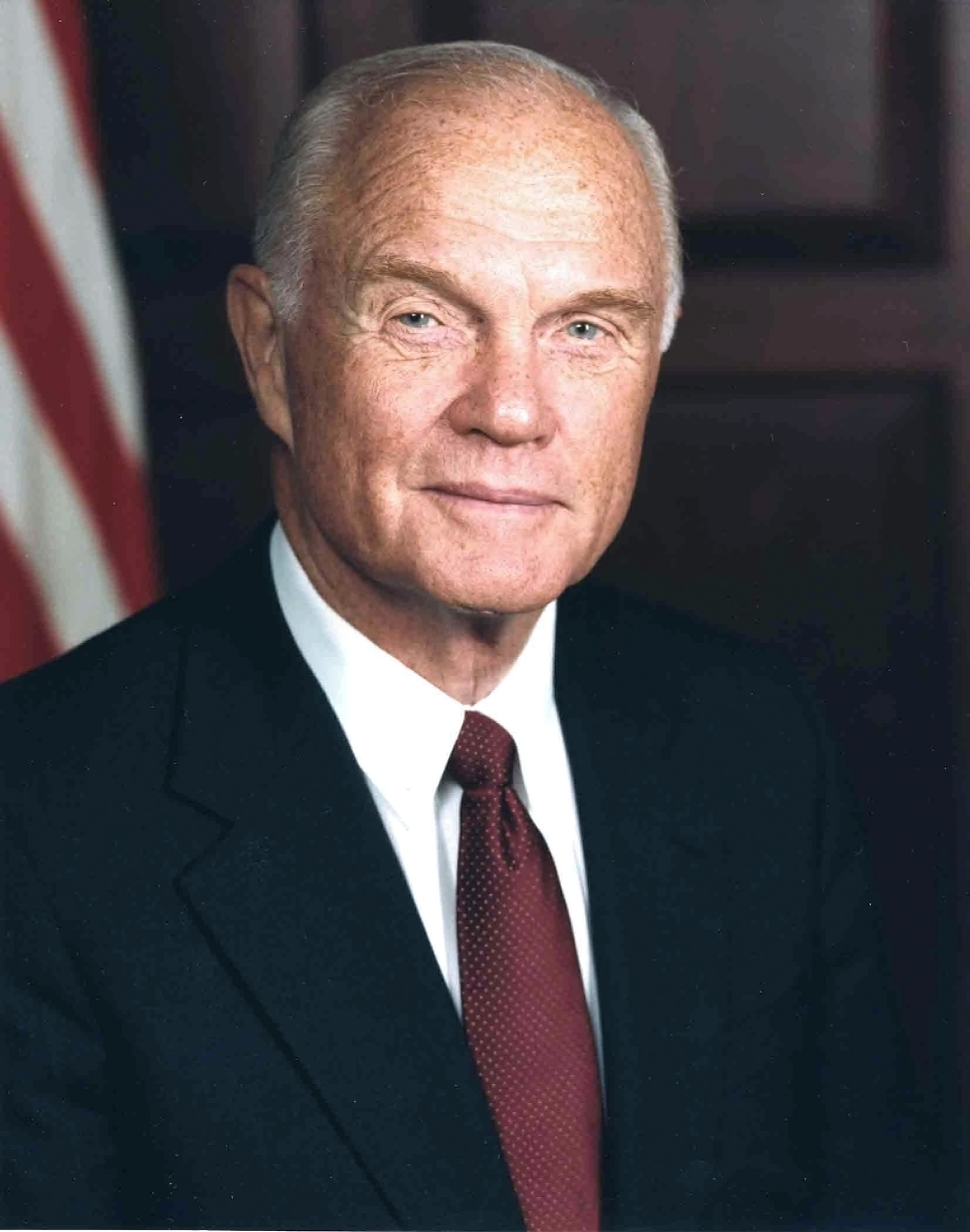
John Glenn sénateur de l'Ohio
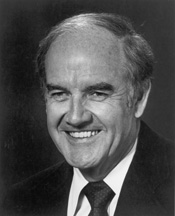
George McGovern ancien sénateur du Dakota du Sud
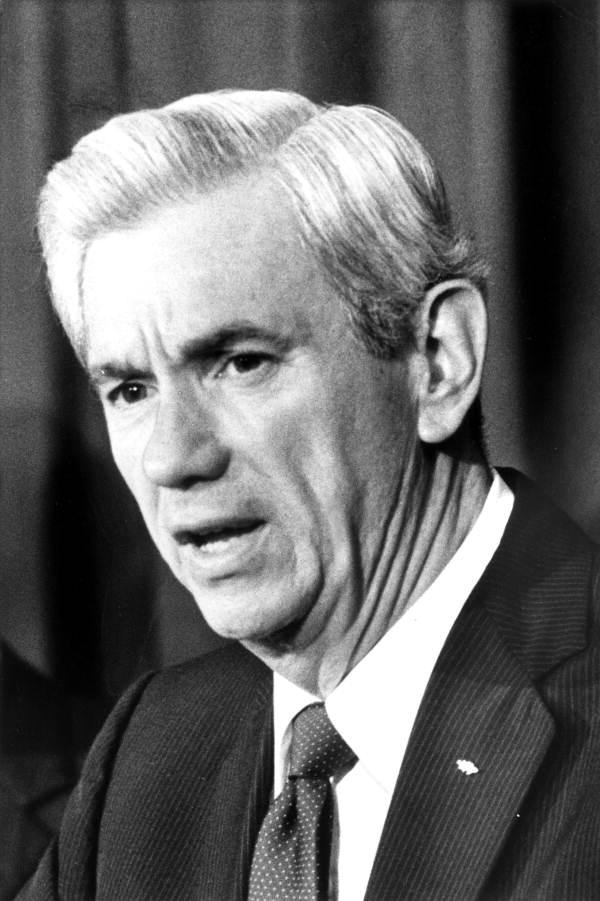
Reubin Askew, ancien gouverneur de Floride
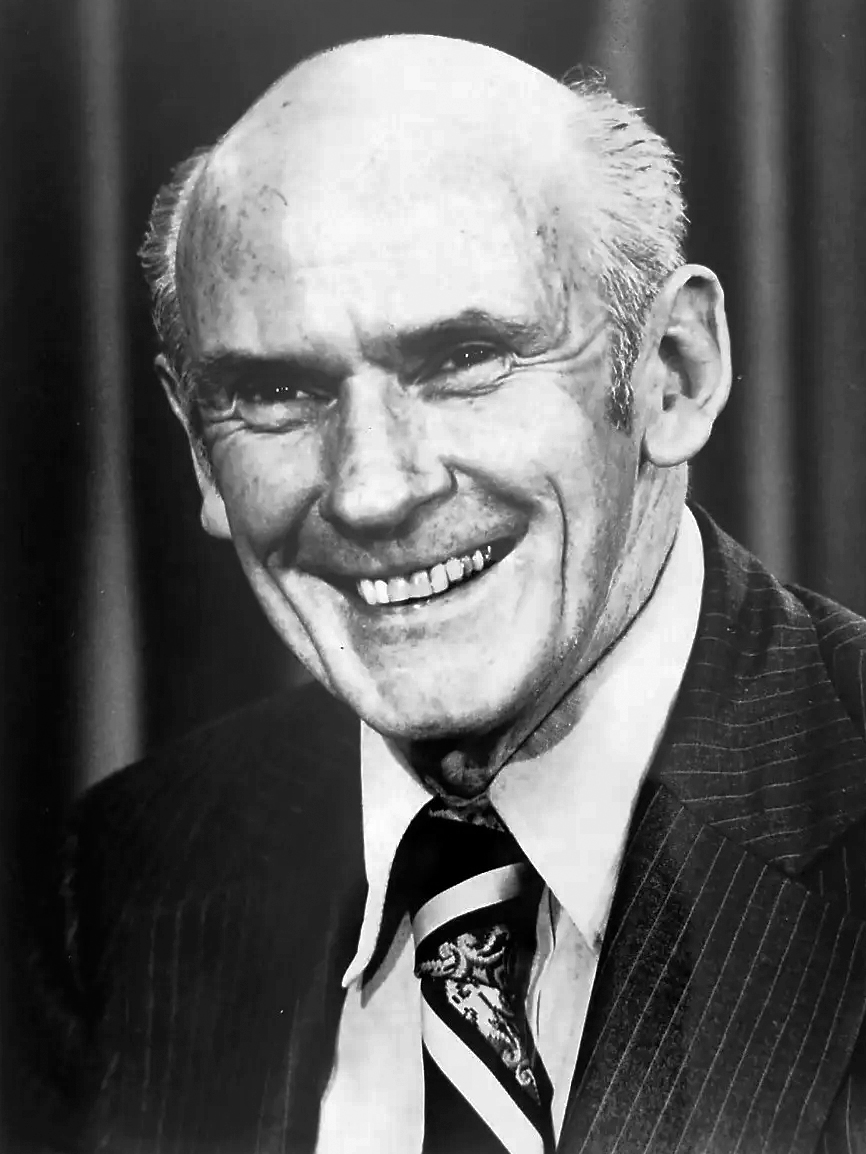
Alan Cranston, sénateur de Californie
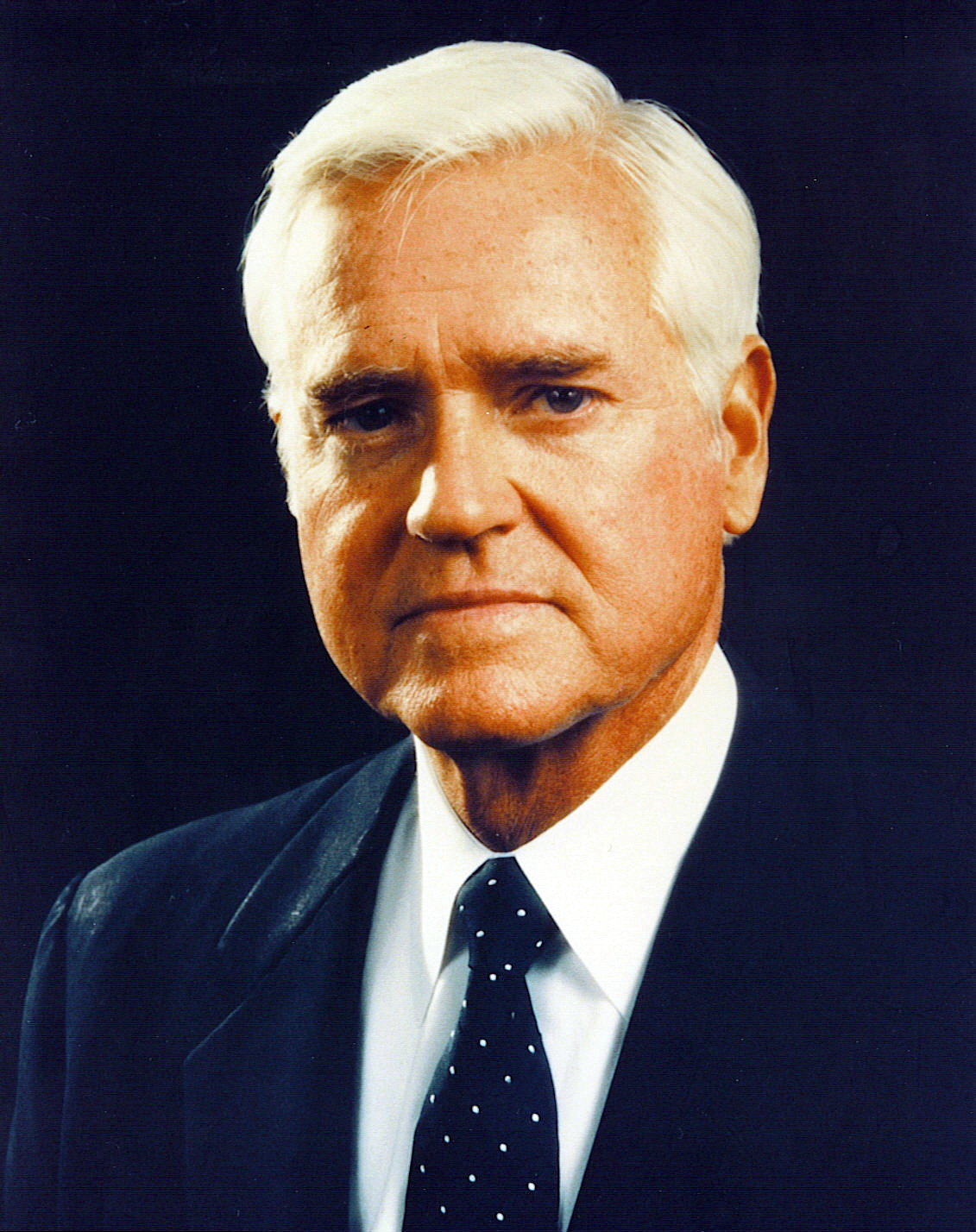
Ernest Hollings, sénateur de Caroline du Sud

Seuls Mondale, Hart et Jackson parviennent à émerger lors des élections primaires et à remporter au moins un État. Au départ, Walter Mondale était perçu par les observateurs comme le candidat favori pour obtenir la nomination. Il avait le soutien de l'appareil et d'une majorité des membres éminents ou des élus du parti comme l'ancien président Jimmy Carter.
Jesse Jackson était le second Afro-Américain, après Shirley Chisholm, à tenter d'obtenir la nomination du Parti démocrate. Soutenu notamment par Marion Barry, le maire de Washington DC, par Orval Faubus, ancien gouverneur d'Arkansas et ancien opposant à la déségrégation ainsi que par l'ancien boxeur Mohamed Ali, il fut le premier afro-américain à s'imposer lors d'élections primaires qu'il remporta en Caroline du Sud, en Virginie, en Louisiane ainsi qu'en partie dans le Mississippi. Il parvint à fixer sur son nom l'ensemble de l'électorat noir, parvenant à lui donner, pour le Sud, de la visibilité au sein du Parti démocrate. Ses propos en faveur d’un État palestinien ou contre les Juifs qu’il qualifia de « Hymies » (terme péjoratif assimilable à « youpin ») et New York de « Hymies Town », lui coûtèrent tout espoir d'élargir sa base électorale. Jackson termina en troisième position de la course des primaires avec 21 % de la totalité des suffrages exprimés mais seulement 8 % du nombre de délégués.
Gary Hart représentait la menace la plus sérieuse pour Mondale. Hart critiquait Mondale qu'il assimilait à un politicien démodé du New Deal et le symbole de politiques erronées. Hart contestait l'alignement vers la gauche pris par Mondale et se positionnait comme un démocrate centriste et moderne, seul capable d'attirer le vote des jeunes. Soutenu notamment par Henry A. Waxman (en), représentant de Californie, par Chuck Schumer représentant de New York et par l'acteur Warren Beatty, il remporta de nombreuses primaires dont celles cruciales du New Hampshire, de l'Ohio et de Californie. Cependant, Hart patissait d'une mauvaise organisation, d'un manque de soutien financier et d'un certain isolement au sein du parti face à Mondale, lequel recevait également le soutien des leaders syndicaux du Midwest et de Nouvelle-Angleterre. Il fut en plus déstabilisé par les débats télévisés des primaires où Mondale parvint à le ridiculiser en assimilant ses propositions au slogan publicitaire de Wendy's, « Ou est le bœuf ? ».
Progressivement, Mondale parvint à distancer Gary Hart, grâce à ses victoires dans les grands États industriels du centre. Après la dernière primaire, qui eut lieu en Californie, Mondale n'était plus qu'à 40 voix de délégués de la majorité absolue.

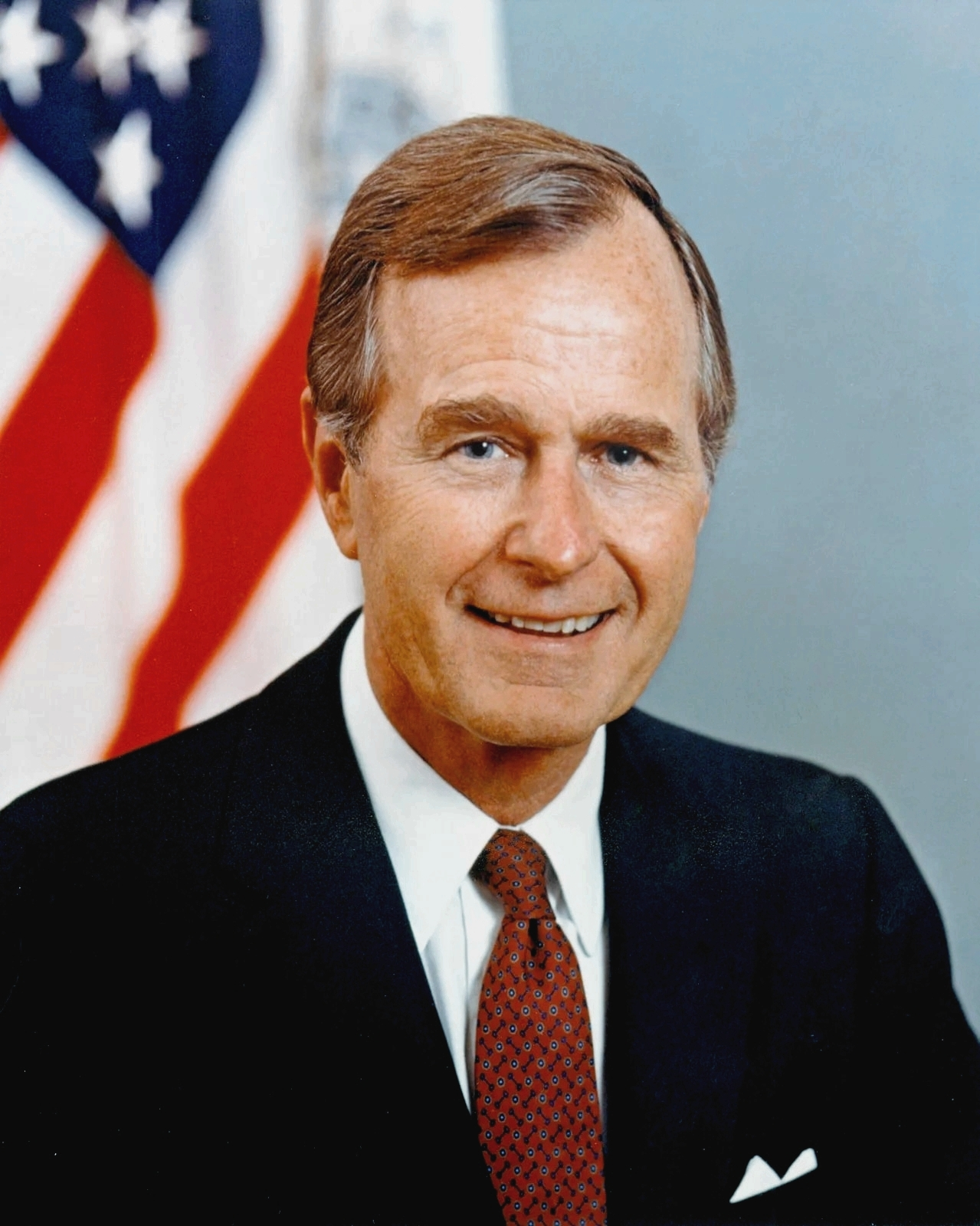
George H. W. Bush

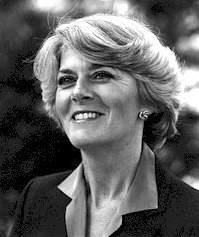
Geraldine Ferraro

Le 16 juillet 1984, lors de la réunion de la convention démocrate à San Francisco, appuyé par les super-délégués, Walter Mondale est élu avec 2 191 voix comme candidat du Parti démocrate à l'élection présidentielle de novembre contre 1 200 voix à Gary Hart et 465 à Jesse Jackson.
Lors de son discours d'acceptation, il se positionne comme un candidat honnête contre un président hypocrite : « Disons la vérité : Ronald Reagan augmentera les impôts et je ferai pareil. Il ne vous le dira pas mais moi je le dis ».
Sa candidate à la vice-présidence est Geraldine Ferraro, représentante de New York au Congrès par ailleurs catholique et pro-choix en matière d'avortement. Elle est alors la première femme candidate à un poste de l'exécutif présidentiel. Elle est préférée à deux autres femmes Dianne Feinstein, maire de San Francisco et Martha Layne Collins, gouverneure du Kentucky, à un afro-américain Tom Bradley, le maire de Los Angeles et à un hispanique, Henry Cisneros, maire de San Antonio. D'autres membres du parti auraient préféré un choix plus consensuel voire conservateur comme Lloyd Bentsen pour attirer le vote des sudistes ou Gary Hart pour affirmer l'unité du parti.

## Autres candidats
Parmi les autres candidats, on peut citer :
- David Bergland (en), pour le Parti libertarien dans 39 États avec James A. Lewis (en) comme colistier.
- Gus Hall, pour le Parti communiste des États-Unis d'Amérique avec Angela Davis comme colistière. Ils étaient déjà candidats pour ce parti lors de l'élection présidentielle précédente
- Lyndon LaRouche comme indépendant avec Billy Davis (en) comme colistier
- Bob Richards pour le Parti populiste avec Maureen Salaman (en) comme colistière

## Campagne présidentielle

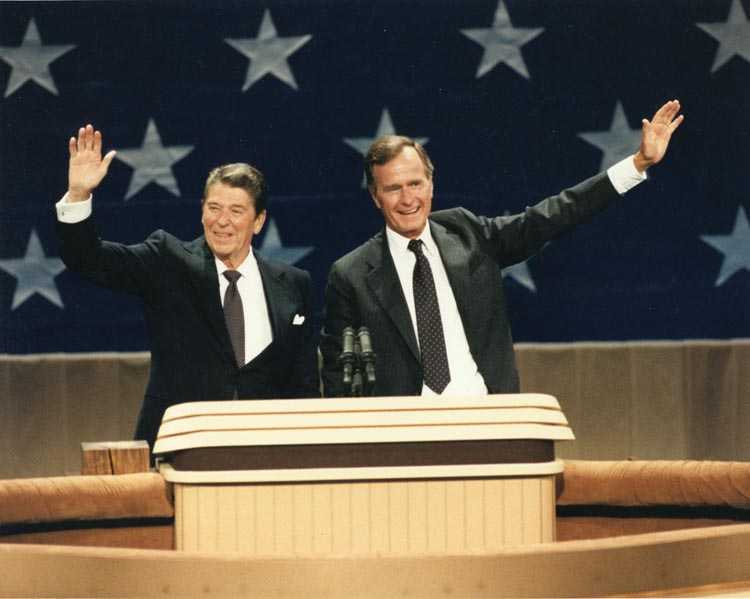
Le président Ronald Reagan et le vice-président George Bush père lors de la convention républicaine à Dallas au Texas.

À aucun moment Ronald Reagan n'est inquiété par son adversaire démocrate. Il est alors le plus âgé des présidents en exercice et le candidat le plus âgé à une élection présidentielle.
Des débats télévisés sont organisés pour confronter les deux candidats. Lors du premier qui se tient à Louisville (Kentucky), le 7 octobre, Reagan fait une prestation médiocre, confondant, au cours d'une comparaison, l'endroit où il est avec la capitale fédérale. Lors du débat suivant le 21 octobre, il neutralise les critiques sur son âge, qui s'étaient répandues durant la semaine, en déclarant d'emblée : « Je ne ferai pas de l'âge un argument de campagne. Je n'exploiterai pas pour des raisons politiques la jeunesse et l'inexpérience de mon adversaire. »

## Résultats
| Candidats                        | Parti | Parti             | Vote populaire | Vote populaire | Collège électoral |
| Candidats                        | Parti | Parti             | Voix           | %              | Collège électoral |
| -------------------------------- | ----- | ----------------- | -------------- | -------------- | ----------------- |
| Ronald Reagan/George Bush        |       | Parti républicain | 54 455 472     | 58,8           | 525               |
| Walter Mondale/Geraldine Ferraro |       | Parti démocrate   | 37 577 352     | 40,6           | 13                |
| David Bergland/Jim Lewis         |       | Parti libertarien | 228 111        | 0,3            | 0                 |

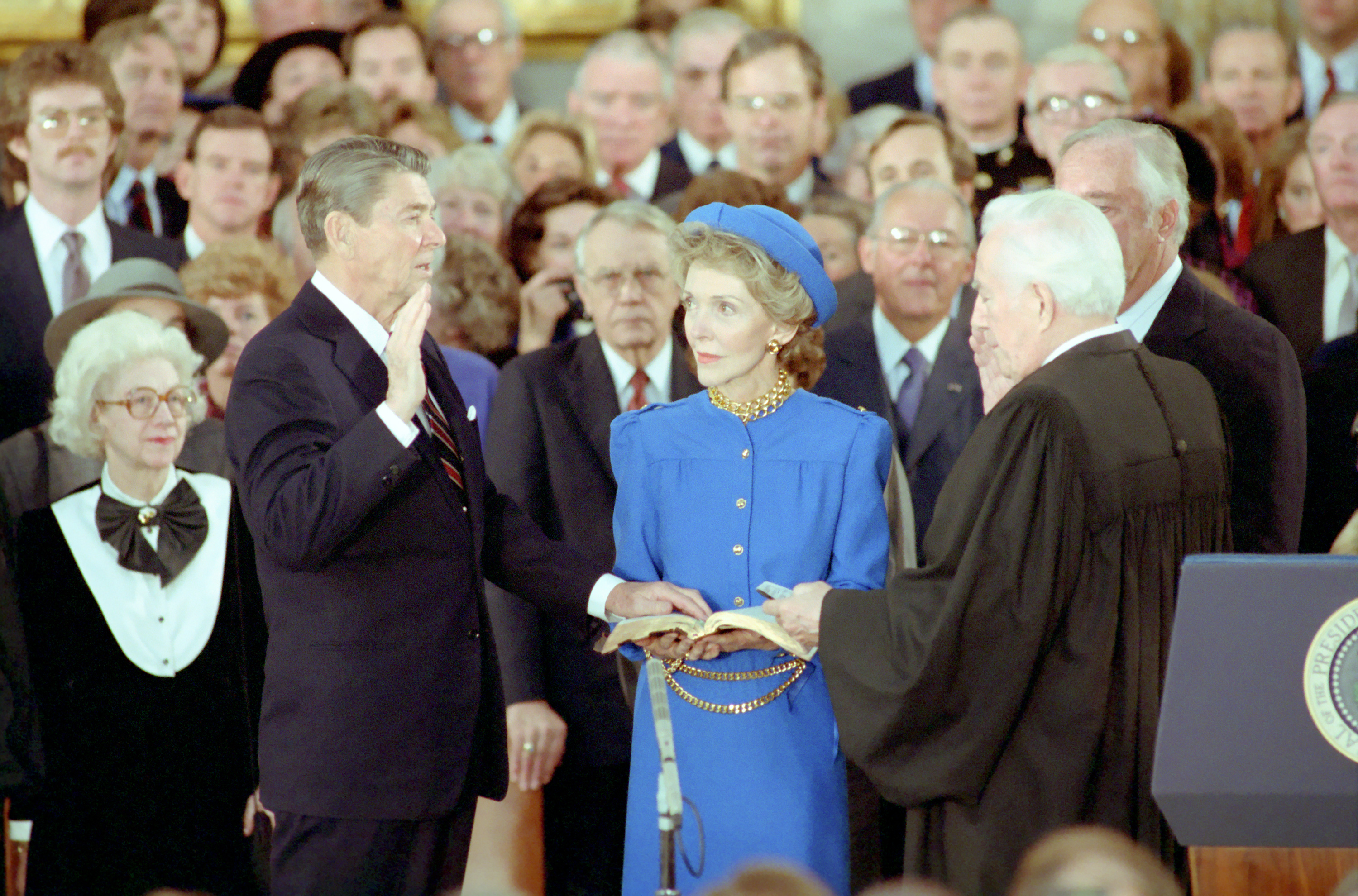
Serment sur la constitution par Ronald Reagan pour l'inauguration de son second mandat

Ronald Reagan est réélu le 6 novembre 1984 par un raz de marée électoral, remportant 49 États sur 50, 525 grands électeurs sur 538 et près de 60 % des suffrages populaires, dépassant le score de Nixon en 1972 (sauf en pourcentages de suffrages populaires). Un tel succès du candidat républicain est en partie attribué à ceux que l'on appela les « Reagan Democrats », soit des millions d'électeurs traditionnellement démocrates, très majoritairement blancs et issus des cols bleus de la classe ouvrière ou de la classe moyenne, qui avaient voté pour Reagan en raison de ses positions socialement conservatrices, de sa politique de sécurité nationale et du boom économique, manifestant un rejet du programme démocrate qu'ils trouvaient trop favorables aux pauvres et aux minorités.
Le Minnesota reste, à 3 000 voix près, fidèle à son ancien sénateur, Walter Mondale qui remporte également le district de Columbia, bastion inébranlable des démocrates, lui donnant au total 13 grands électeurs, le plus faible nombre depuis le républicain Alf Landon en 1936. Si le résultat de Mondale est le pire d'un candidat à l'élection présidentielle en termes de grands électeurs, ses résultats au suffrage populaire sont meilleurs que ceux de George McGovern, de John W. Davis et de James Middleton Cox.
L'année 1984 est la dernière élection présidentielle où un candidat républicain a remporté les États de Hawaï, du Massachusetts, de New York, de l'Oregon, de Rhode Island et du Washington.